# Faro de Tayport High
El Faro de Tayport High o de Tayport West (en inglés: Tayport High Lighthouse o Tayport West Lighthouse) es un faro situado en Tayport, Fife, Escocia, Reino Unido, en el lado meridional del Fiordo de Tay. Fue puesto en servicio en 1820. Consiste en una torre de cantería pintada de blanco de 24 metros de altura. La vivienda aneja al faro fue vendida en 2003 a un particular. A 200 metros al este se encuentra el Faro de Tayport Low, también llamado de Tayport East, de 12 metros de altura. Tanto por la altura como por la situación de uno respecto del otro viene su denominación. El faro no está gestionado por el Northern Lighthouse Board como la mayoría de los faros escoceses, sino por Forth Ports PLC, empresa de titularidad privada que gestiona varios puertos de Escocia y el Puerto de Tilbury en Londres.

## Características
El faro emite un destello de luz blanca, verde o roja, en función de la dirección, en isofase de 1,5 segundos. Los sectores señalados por el color de la luz son: Verde, entre 267° y 268°; Blanca, entre 268° y 270° y Roja entre 270° y 271°. Cada una de las luces tienen un alcance nominal nocturno de: Verde, 16, Blanca 22 y Roja 17 millas náuticas.